# Václav Krocín starší z Drahobejle
Václav Krocín starší z Drahobejle (1532, Žatec? – 23. prosince 1605, Praha?) byl primátorem Starého Města pražského v letech 1584–1605. Nechal postavit tzv. Krocínovu kašnu na Staroměstském náměstí.

## Jméno
Původní jméno rodiny znělo pravděpodobně Šafránek. Z latinského názvu pro šafrán (crocus) pak vzniklo jméno Krocin.

## Život

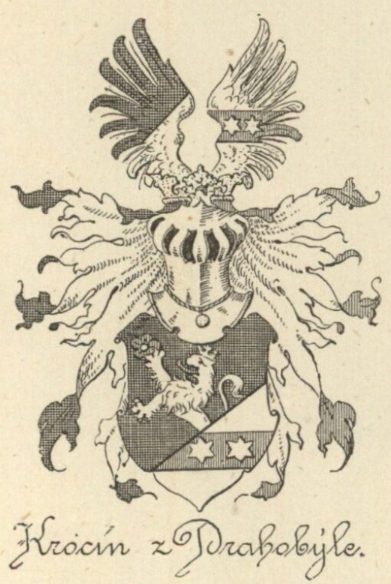
Erb Krocínů z Drahobejle (reprodukce V. Krále z Dobré Vody, 1885)

Václav Krocín přišel do Prahy ze Žatce, kde jeho matka vlastnila několik nemovitostí. Po studiích na pražské univerzitě se stal roku 1560 pražským měšťanem a vstoupil do služeb staroměstské obce. Kolem roku 1571 je připomínán jako člen Úřadu mostu pražského. V roce 1584 zasedl v městské radě a stal se pražským primátorem. Dne 25. května 1587 byl Václav Krocín za své zásluhy obdařen erbem a přídomkem „z Drahobejle“ a 16. června 1594 byl povýšen do šlechtického stavu.

### Rodina
Václav Krocín byl dvakrát ženatý. Z prvního manželství s Kateřinou měl dva syny, Václava a Jana Kryštofa. Když kolem roku 1590 ovdověl, oženil se znovu s Lidmilou, s níž měl dceru Annu. Zemřel 23. prosince 1605 a byl pohřben v dnes již neexistujícím kostele sv. Štěpána Menšího, jeho náhrobní deska byla při asanaci staré Prahy přenesena do Lapidária Národního muzea.

## Pražské památky

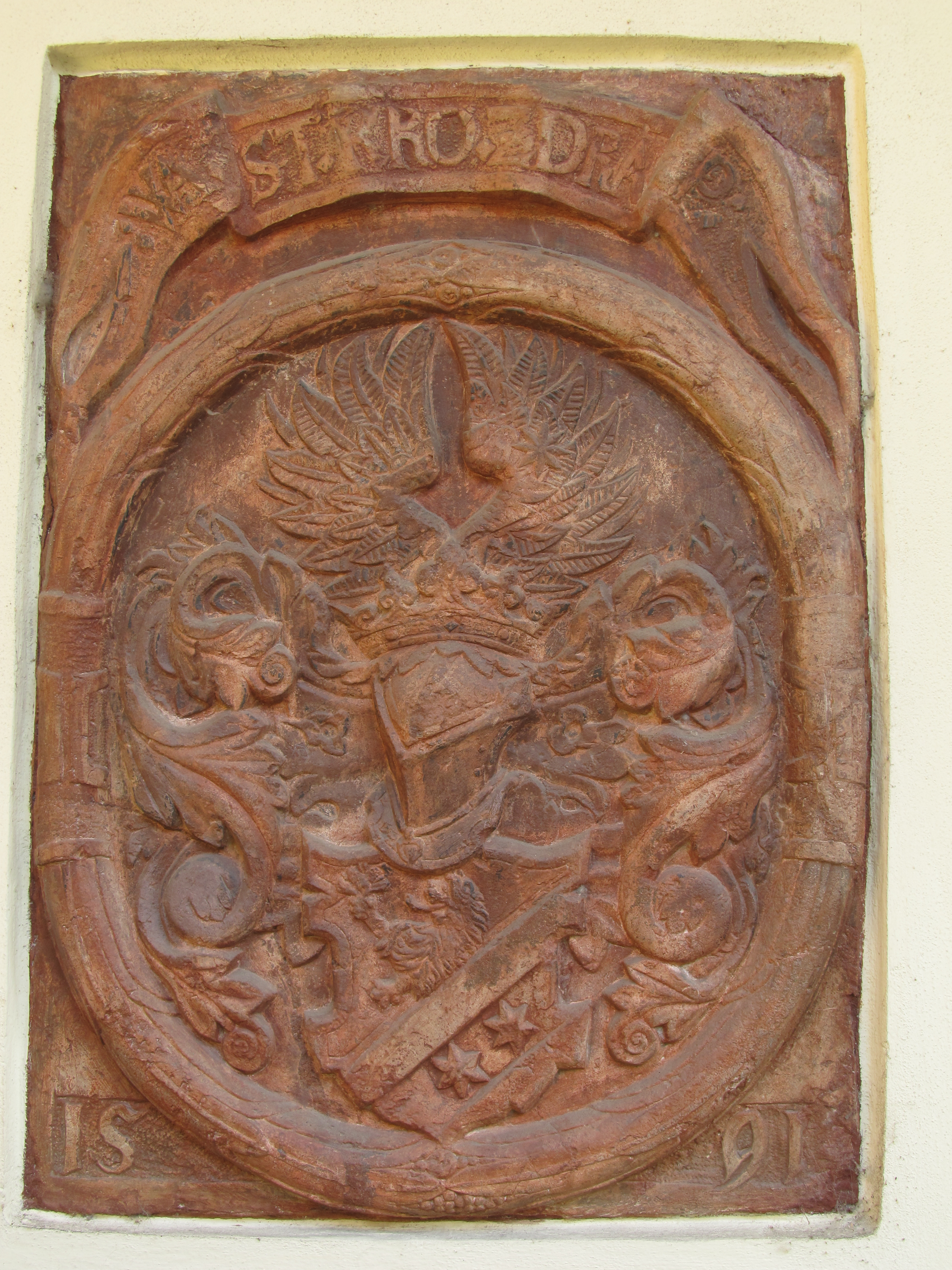
Krocínův erb z r. 1591 ve zdi domu U Halánků.

- Krocínova kašna na Staroměstském náměstí, kterou dal purkmistr kolem r. 1591 postavit na Staroměstském náměstí v Praze. Stála zde do roku 1862, kdy byla podle usnesení pražské obce jako nefunkční rozebrána, sochařská výzdoba zachována a kamenická odvezena na Žižkov, kde byla vložena do základů novostavby žižkovského plynojemu. Po jeho zrušení byla kolem roku 1930 většina kamenů převezena do depozitáře Lapidária Národního muzea, v nové instalaci z roku 1992 již je kašna z 90% původních dílů sestavena. Na poprsni je plastický znak Václava Krocína z Drahobejle nesený dvěma mořskými pannami a medvědem, pod znakem Starého Města pražského.[1]
- Znaková náhrobní deska Václava Staršího Krocín z Drahobejle z červeného mramoru  je instalována v 3. sále Lapidária Národního muzea naproti kašně.[2]
- Václav Starší Krocín z Drahobejle vlastnil v Praze několik domů. Mezi ně patřil i pivovar „U Hatiapatiů“, později zvaný „U Halánků“, ve kterém dnes sídlí Náprstkovo muzeum. Ve zdi tohoto domu ve dvoře lze dodnes nalézt Krocínův erb.
- Krocínova ulice byla roku 1900 pojmenována ve Vysočanech, již roku 1904 byla přejmenována na Drahobejlovu.
- Rod Krocínů vlastnil vinice na Hanspaulce a na Proseku, kde stávala též usedlost Krocínka. Prosecká vinice byla roku 1935 rozparcelována na stavbu rodinných domků, na jejím místě se dnes nacházejí ulice Nad Krocínkou, Na Krocínce a Pod Krocínkou.
- Rozýnův dům v Palackého ulici na Novém Městě pražském vlastnil Antonín Krocín z Drahobejle.